# 바이누크족
바이누크족(Bainouk)은 오늘날 주로 세네갈과 감비아, 기니비사우 일부 지역에 거주하는 민족이다.

## 어원
바이누크라는 이름은 포르투갈인에게서 유래했는데, 그들은 만딩카어에서 이 단어를 파생시켜 감비아강과 카셰우강 사이의 수로, 운반로, 교역로를 따라 전략적 위치에 정착한 여러 집단을 총칭하는 이름으로 사용했습니다.... 아마도 바이누크라는 이름은 줄라족이 장거리 상업에 종사하는 만데족 상인을 지칭하는 것처럼 "상인"을 위한 일반적인 용어로 사용되었을 것입니다 (Map 9).
카자망스 중부 바라카파카오 지역의 만딩카족 구전 역사에 따르면, 바이누크라는 이름은 경멸적인 용어로, 16세기 후반 만딩카족이 전투에서 바이누크족을 격퇴한 후 처음 사용되었으며, 만딩카어로 '쫓아내다'를 의미하는 '바이(Bai)'에서 유래하여 '쫓겨난 자들'을 의미한다.

## 역사
바이누크족은 카자망스강 저지대의 최초 거주민이었던 것으로 여겨진다. 일부 구전 역사에서는 그들이 도착하기 전에는 땅이 비어 있었다고 주장하지만, 고고학적 발견 결과는 카자망스강 저지대에 인류가 훨씬 오래전부터 거주했음을 보여준다. 따라서 바이누크족은 수세기 동안 카자망스 원주민들과 서쪽으로 밀려난 말리 제국의 영향으로 동쪽의 텐다족 지역 출신의 이민자들이 합쳐져 형성되었을 수 있다. 이로 인해 동부 바이누크족인 이자헤르족(Ijaxer)이 구뉸족(Gunyun)과 나뉸족(Nanyun), 즉 서부 바이누크족과 합류하게 되었다.
15세기에는 비샹고르(Bichangor), 자세(Jase), 포니(Foni), 부간도(Buguando)를 포함하여 최소 5개의 바이누크족 국가가 있었다. 바이누크족은 카사 왕국 인구의 주요 구성원이기도 했다. 카사 왕국은 카셰우강과 감비아강 사이 지역을 지배했지만, 만딩카족, 발란타족 및 졸라족에 의해 점진적으로 서쪽으로 밀려났다.
바이누크족 국가들은 이 지역의 강과 해안 무역을 지배했으며, 포르투갈 상인들의 활동을 엄격히 제한하고 내륙 무역로 접근을 거부했다. 16세기 말에는 카사 왕국에 대항하는 포르투갈과의 협력의 일환으로 이 정책을 완화했지만, 점차 다시 강화했다. 1830년에 카부의 속국이었던 바이누크 왕국들은 발란타족의 침략으로 멸망했다.
현대에 들어 바이누크족은 만데족과 졸라족의 문화적 관습을 많이 받아들였다. 어느 뇌제가 반란을 일으킨 백성들에게 처형되면서 바이누크족에게 저주를 내렸다는 소문이 있는데, 이로 인해 일부 바이누크족 사람들은 자신의 출신과 언어를 숨기기도 한다. 그러나 현대에 들어서는 바이누크족의 유산을 되찾고 역사를 보존하려는 움직임이 일고 있다.

## 문화
많은 바이누크족은 무슬림이며, 이는 17세기경부터 이 지역에 정착한 무슬림인 만데족 학자와 상인들의 영향으로 시작되었다. 또한 바이누크족은 전통적인 애니미즘을 신봉한다. 쿰포는 본래 만데족의 애니미즘 개념과 혼합된 바이누크족의 전통으로, 졸라족에게 영향을 주었다.
바이누크족은 노련한 염색공이자 직조공으로 알려져 있다.

## 내용주
1. ↑  George E. Brooks, Landlords and strangers: Ecology, society, and trade in Western Africa, 1000-1630 (Westview Press, 1993; ISBN 0813312620), p. 87.
2. ↑  Schaffer, Matt. “Bound to Africa: The Mandinka Legacy in the New World.” History in Africa, vol. 32, 2005, p 332. JSTOR, http://www.jstor.org/stable/20065748. Accessed 4 June 2023.
3. ↑  Mane 2021, 319-321쪽.
4. 1 2 3 4  Olson, James Stuart; Meur, Charles (1996). 《The Peoples of Africa: An Ethnohistorical Dictionary》. Greenwood Publishing Group. 70쪽. ISBN 978-0-313-27918-8.
5. ↑  Mane 2021, 317쪽.
6. ↑  Brooks, George E. (August 1985). 《Western Africa To c1860 A.D. A Provisional Historical Schema Based On Climate Periods》 (PDF). 《Indiana University African Studies Program》. 184쪽. 2023년 5월 30일에 확인함.
7. ↑  Institut Fondamental de l'Afrique Noire. Musée Historique de Gorée Exhibit (August 2024).
8. ↑  Mane 2021, 325쪽.
9. ↑  Drame, Aly (2009). 〈Migration, Marriage, and Ethnicity: The Early Development of Islam in Precolonial Middle Casamance〉.   Diouf, Mamadou; Leichtman, Mara. 《New Perspectives on Islam in Senegal: Conversion, Migration, Wealth, Power, and Femininity》. Palgrave Macmillan. 169–182쪽. ISBN 978-0-230-60648-7.
10. ↑  Mane 2021, 336쪽.

## 자료
- Clark, Andrew F. and Lucie Colvin Phillips, Historical Dictionary of Senegal (Metuchen, New Jersey: Scarecrow Press, 1994) p.73, 179.
- Barry, Boubacar. Senegambia and the Atlantic Salve Trade (Cambridge: University Press, 1998), p.21
- Mane, Idrissa (2021). 〈Les Banun: espaces, origines, et formation〉.   Fall, Mamadou; Fall, Rokhaya; Mane, Mamadou. 《Bipolarisation du Senegal du XVIe - XVIIe siecle》 (프랑스어). Dakar: HGS Editions. 317–376쪽.